# A Working Man
Pour plus de détails, voir Fiche technique et Distribution.
A Working Man ou La parole d'un homme au Québec est un film américain réalisé par David Ayer et sorti en 2025. Le scénario, coécrit par le réalisateur et Sylvester Stallone, est une adaptation du roman Levon's Trade: A Vigilante Justice Thriller de Chuck Dixon mettant en scène son personnage de Levon Cade. Ce dernier est incarné à l'écran par Jason Statham.
Le film est distribué aux États-Unis par Amazon MGM Studios via Metro-Goldwyn-Mayer et à l'international par Warner Bros. Pictures. En France, il est diffusé sur Prime Video.

## Synopsis
À la suite de la mort de sa femme, Levon Cade, un ancien commando des Royal Marines, mène désormais une vie paisible en tant qu'ouvrier du bâtiment à Chicago. Cependant, il va être obligé d'utiliser ses anciennes compétences pour retrouver Jenny, la fille de son patron Joe Garcia, qui a été kidnappée. Ce dernier va ainsi découvrir un vaste trafic d'êtres humains mené par la Bratva, dirigée par Symon Kharchenko. Après que Levon a tué son frère Wolo, Symon lance ses fils Danya et Vanko à sa poursuite. Levon infiltre l'organisation en se faisant passer pour un dealer afin de se rapprocher de Dimi, responsable du trafic. Les ravisseurs de Jenny, Viper et Artemis, tentent de la vendre à un client, mais Jenny lui arrache la joue d'un coup de dents et est condamnée à mort, jusqu'à ce que le client change d'avis et veuille réessayer avec elle. Pendant ce temps, Levon est capturé par Danya et Vanko, mais il les tue, ce qui rend la relation personnelle entre lui et Symon.
Levon doit emmener sa fille Merry chez Gunny, un ancien soldat, après que des voyous ont découvert son identité et l'ont menacé. Il trouve Dimi et lui demande de le conduire jusqu'à l'enceinte où Jenny est gardée. Levon tue Dimi et se met à faucher tous les criminels qui se trouvent sur son chemin, y compris un gang de motards et leur chef. Levon trouve Jenny, tue le client, puis Viper pendant que Jenny tue Artemis. Levon tue les derniers bandits avant de s'enfuir avec Jenny. Symon se fait dire par son frère de laisser Levon tranquille et que personne dans l'organisation ne l'aidera dans sa croisade pour la vengeance. 
Levon ramène Jenny à sa famille avant de retrouver Merry et Gunny.

## Fiche technique
- Titre original et français : A Working Man
- Titre québécois : La parole d'un homme[1]
- Titre de travail : Levon's Trade
- Réalisation : David Ayer
- Scénario : Sylvester Stallone et David Ayer, d'après le roman Levon's Trade: A Vigilante Justice Thriller de Chuck Dixon
- Musique : Jared Michael Fry
- Décors : Nigel Evans
- Costumes : Tiziana Corvisieri
- Photographie : Shawn White
- Montage : Fred Raskin
- Producteurs : Chris Long, Jason Statham, John Friedberg, David Ayer, Sylvester Stallone, Bill Block et Kevin King Templeton
  - Producteurs exécutifs : Teddy Schwarzman, Michael Heimler, Mike Shanks, Jill Silfen, Volodymyr Artemenko, Yevgen Stupka, Alexis Garcia, Rachael Cole et Thomas Zadra
  - Coproducteur : Anthony M. Scott
  - Coproducteur exécutif : Derek Riedel
- Sociétés de production : Black Bear, Cedar Park Entertainment, Punch Palace Productions et Balboa Productions
- Sociétés de distribution : Amazon MGM Studios (États-Unis et France), Warner Bros. Pictures (International)
- Budget : 40 000 000 $[2]
- Pays de production :  États-Unis
- Langue originale : anglais
- Format : couleur — 2.35:1
- Genre : action, thriller
- Durée : 116 minutes
- Dates de sortie :
  - États-Unis : 28 mars 2025
  - France : 15 mai 2025 (sur Prime Video[3])

## Distribution
- Jason Statham (VF : Boris Rehlinger ; VQ : Sylvain Hétu) : Levon Cade
- David Harbour (VF : Stéphane Pouplard ; VQ : Louis-Philippe Dandenault) : Gunny Lefferty
- Michael Peña (VF : Emmanuel Garijo ; VQ : Gabriel Lessard) : Joe Garcia
- Jason Flemyng (VF : Fabien Jacquelin) : Wolodymyr « Wolo » Kolisnyk
- Merab Ninidze (VF : Serge Faliu) : Yuri
- Maximilian Osinski (en) (VF : Alexis Tomassian ; VQ : Kevin Houle) : Dimitri « Dimi » Kolisnyk
- Arianna Rivas (en) (VF : Juliette Lamboley ; VQ : Estelle Fournier) : Jenny Garcia, la fille de Joe et Carla
- Noemi Gonzalez (en) : Carla Garcia
- Cokey Falkow : Dougie
- Emmett J. Scanlan (en) (VQ : Fred-Éric Salvail) : Viper
- Eve Mauro (VF : Marion Gress ; VQ : Geneviève Baudet) : Artemis
- Max Croes (en) : Karp
- Kristina Poli : Svetlana Kolisnyk
- Andrej Kaminsky (en) (VF : Féodor Atkine) : Symon Kharchenko
- Chidi Ajufo (VF : Grégory Lerigab ; VQ : Fayolle Jean Jr.) : Dutch
- Greg Kolpakchi (VF : Grégory Kristoforoff) : Danya Kharchenko
- Piotr Witkowski (en) : Vanko Kharchenko
- Isla Gie (VQ : Aya Mourtada) : Meredith « Merry » Cade, la fille de Levon
- Ricky Champ (en) : Nestor
- Richard Heap (VF : Sylvain Agaësse) : Dr Jordan Roth
- Alana Boden : Nina
- David Witts (en) : Johnny, le barman

 Source et légende : version française (VF) sur RS Doublage ; version québécoise (VQ) sur Doublage.qc.ca

## Production

### Genèse et développement
Sylvester Stallone développe initialement une adaptation du roman Levon's Trade: A Vigilante Justice Thriller de Chuck Dixon pour en faire une série télévisée produite par sa société Balboa Productions (en). Il est finalement révélé que le projet est devenu un film lors du American Film Market (en) 2023. Il est alors annoncé que David Ayer en sera le réalisateur avec Jason Statham en tête d'affiche.
En janvier 2024, Amazon MGM Studios acquiert les droits de distribution pour les États-Unis et dans certains pays, alors que le film sera distribué par Black Bear International dans certains pays anglophones. Il est expliqué que le développement du projet en film a été en partie dû aux suites potentielles étant donné le nombre de romans de Chuck Dixon mettant en scène Levon Cade.

### Attribution des rôles
En avril 2024, David Harbour, Michael Peña, Jason Flemyng, Arianna Rivas, Noemi Gonzalez, Emmett J. Scanlan, Eve Mauro, Maximilian Osinski, Kristina Poli, Andrej Kaminsky ou encore Isla Gie sont annoncés.

### Tournage
Le tournage débute en avril 2024 à Londres,,.

## Sortie et accueil

### Dates de sortie
Le film devait initialement sortir aux États-Unis le 17 janvier 2025. En décembre 2024, le film, alors intitulé Levon's Trade, est rebaptisé A Working Man et la sortie américaine est repoussée au 28 mars 2025.